# San Francisco Javier de Satevó
San Francisco Javier de Satevó är en ort i Mexiko.   Den ligger i kommunen Satevó och delstaten Chihuahua, i den nordvästra delen av landet, 1 200 km nordväst om huvudstaden Mexico City. San Francisco Javier de Satevó ligger 1 376 meter över havet och antalet invånare är 445.
Terrängen runt San Francisco Javier de Satevó är huvudsakligen platt, men österut är den kuperad. San Francisco Javier de Satevó ligger nere i en dal.  Trakten runt San Francisco Javier de Satevó är nära nog obefolkad, med mindre än två invånare per kvadratkilometer. San Francisco Javier de Satevó är det största samhället i trakten. Omgivningarna runt San Francisco Javier de Satevó är i huvudsak ett öppet busklandskap.